# Bartolomé Torres Naharro

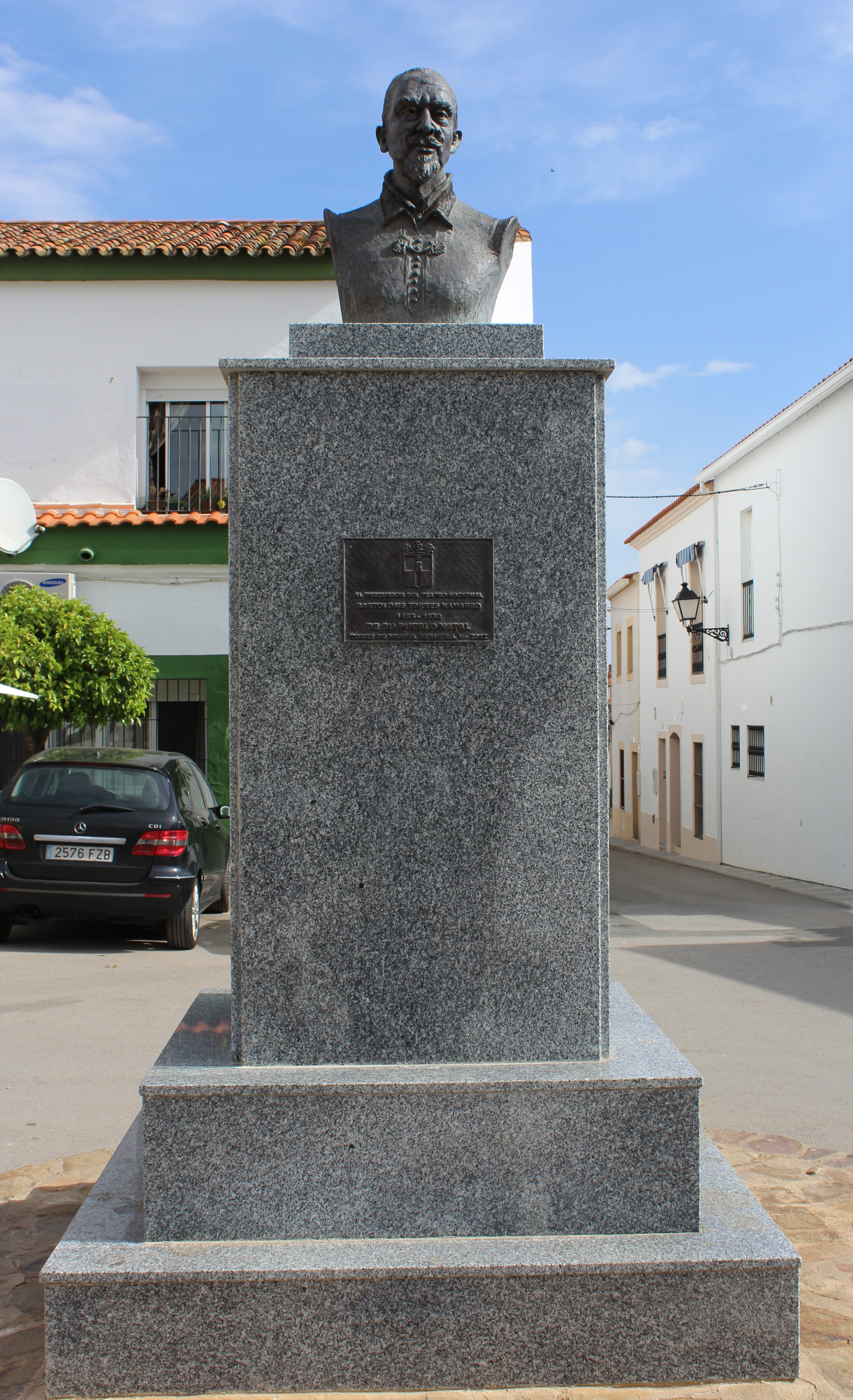
Bartolomé Torres Naharro.

Bartolomé Torres Naharro, född omkring 1485 i Torre, Badajoz, död omkring 1530, var en spansk dramatiker.
Torres Naharro indelar komedin i comedia a noticia, verklighetskomedi, och comedia a fantasia, i vilken senare genre han är den äldste mästaren. Varje komedi inleds med en prolog, varefter följer en sammanfattning av handlingen, och indelas i fem akter, jornadas. Torres Naharro anser, att personernas antal i en komedi inte bör understiga sex, inte överstiga tolv. Hans Comedia Tinellaria (där dock tjugo personer är på scenen), utgiven omkring 1516 i Rom, där Torres Naharro efter ett kringflackande liv och efter fångenskap hos sjörövare hamnade, skildrar tjänarnas liv i dåtidens förnäma hus. Under titeln Propalladia utgav Torres Naharro 1517 en samling av sina arbeten, lyriska dikter och komedier. En fullständig, av Menéndez Pelayo reviderad, upplaga utkom 1900. Torres Naharro är representerad i Rivadeneiras Biblioteca de autores españoles, band 2, 10 och 35, och omtalas i Cecilia Böhl von Fabers Teatro español anterior á Lope de Vega. Torres Naharros namn är intaget i Spanska akademiens "Catálogo de autoridades de la lengua".